# Eurydochus
Eurydochus é um género botânico pertencente à família Asteraceae.